# Cliona ensifera
Cliona ensifera är en svampdjursart som beskrevs av William Johnson Sollas 1878. Cliona ensifera ingår i släktet Cliona och familjen borrsvampar.
Artens utbredningsområde är havet utanför Indien. Inga underarter finns listade i Catalogue of Life.